# Bahnstrecke Rogäsen–Karow
| Trasse westlich von Zitz |                         |                                         |                                         |
| Kursbuchstrecke: | 183g (1934) 207h (1951) |                                         |                                         |
| Streckenlänge: | 5,9 km                  |                                         |                                         |
| Spurweite: | 1435 mm (Normalspur)    |                                         |                                         |
| |                         |                                         |                                         |
| \| \| \| von Wusterwitz \| \| \| \| 0,0 \| Rogäsen \| Rogäsen \| \| \| \| nach Ziesar \| \| \| \| 1,5 \| Zitz \| Zitz \| \| \| \| Landesgrenze Brandenburg–Sachsen-Anhalt \| \| \| \| 5,9 \| Karow (Kr Genthin) \| Karow (Kr Genthin) \| |                         |                                         |                                         |
| Strecke (außer Betrieb) |                         | von Wusterwitz                          | von Wusterwitz                          |
| Bahnhof (Strecke außer Betrieb) | 0,0                     | Rogäsen                                 | Rogäsen                                 |
| Abzweig geradeaus und nach links (Strecke außer Betrieb) |                         | nach Ziesar                             | nach Ziesar                             |
| Bahnhof (Strecke außer Betrieb) | 1,5                     | Zitz                                    | Zitz                                    |
| Grenze (Strecke außer Betrieb) |                         | Landesgrenze Brandenburg–Sachsen-Anhalt | Landesgrenze Brandenburg–Sachsen-Anhalt |
| Kopfbahnhof Streckenende (Strecke außer Betrieb) | 5,9                     | Karow (Kr Genthin)                      | Karow (Kr Genthin)                      |

Die Bahnstrecke Rogäsen–Karow war eine eingleisige Nebenbahn in den heutigen Bundesländern Brandenburg und Sachsen-Anhalt. Die kurze Stichstrecke war nicht einmal 40 Jahre in Betrieb.

## Geschichte

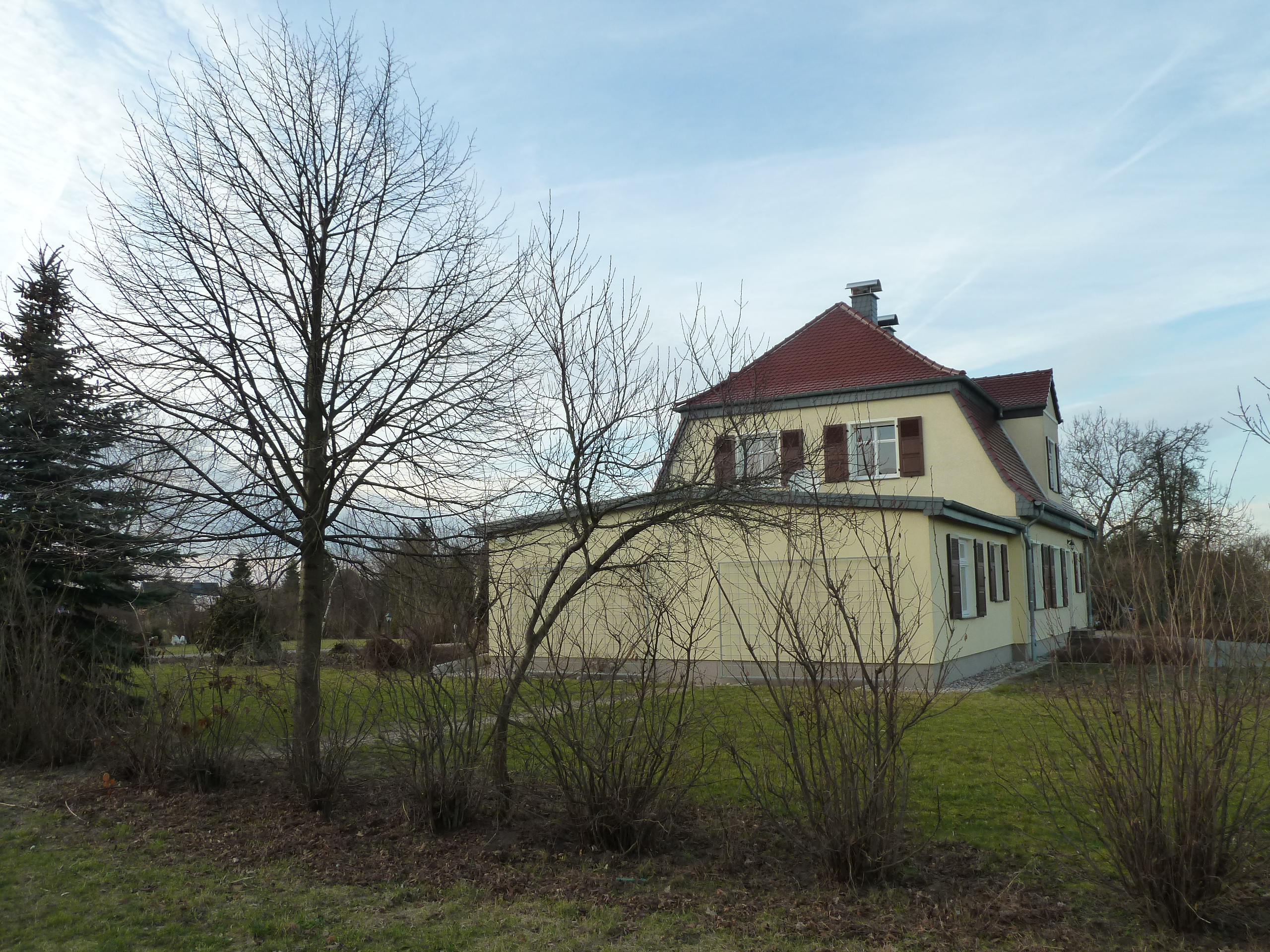
Das Empfangsgebäude des Bahnhofs Karow (Kr Genthin) ist heute ein Wohnhaus

Der Gutsbesitzer des westlich der 1901 durch die Kleinbahn-AG Ziesar–Großwusterwitz eröffneten Bahnstrecke Wusterwitz–Ziesar gelegenen Ortes Karow, Hermann Ludwig von Wartensleben, forderte den Anschluss seines Dorfes an die Eisenbahn und konnte sich damit durchsetzen, obwohl hier nur ein geringes Verkehrsaufkommen zu erwarten war. Am 4. Februar 1912 ging die Strecke in Betrieb, die in Rogäsen an die bestehende Bahn anschloss. In den ersten Betriebsjahren verkehrten täglich drei Zugpaare zwischen Karow und Rogäsen, die in Rogäsen Anschluss in Richtung Wusterwitz hatten. Nach dem Ersten Weltkrieg verkehrte üblicherweise nur noch ein einziges Zugpaar am Tag, meist durchgehend bis Wusterwitz.
Nach dem Zweiten Weltkrieg wurde die Strecke von der Deutschen Reichsbahn übernommen.
Am 3. Oktober 1951 wurde der Verkehr auf der Strecke eingestellt und die Strecke zur Materialgewinnung abgebaut. Begründet wurde dies mit dem Bau des Berliner Außenrings. Andere Quellen sagen aus, dass das Material beim Wiederaufbau der Bahnstrecke Forst–Guben verwendet wurde. Im Winterkursbuch 1951/52 war die Strecken noch mit einem Zugpaar täglich außer sonntags enthalten.

## Streckenverlauf

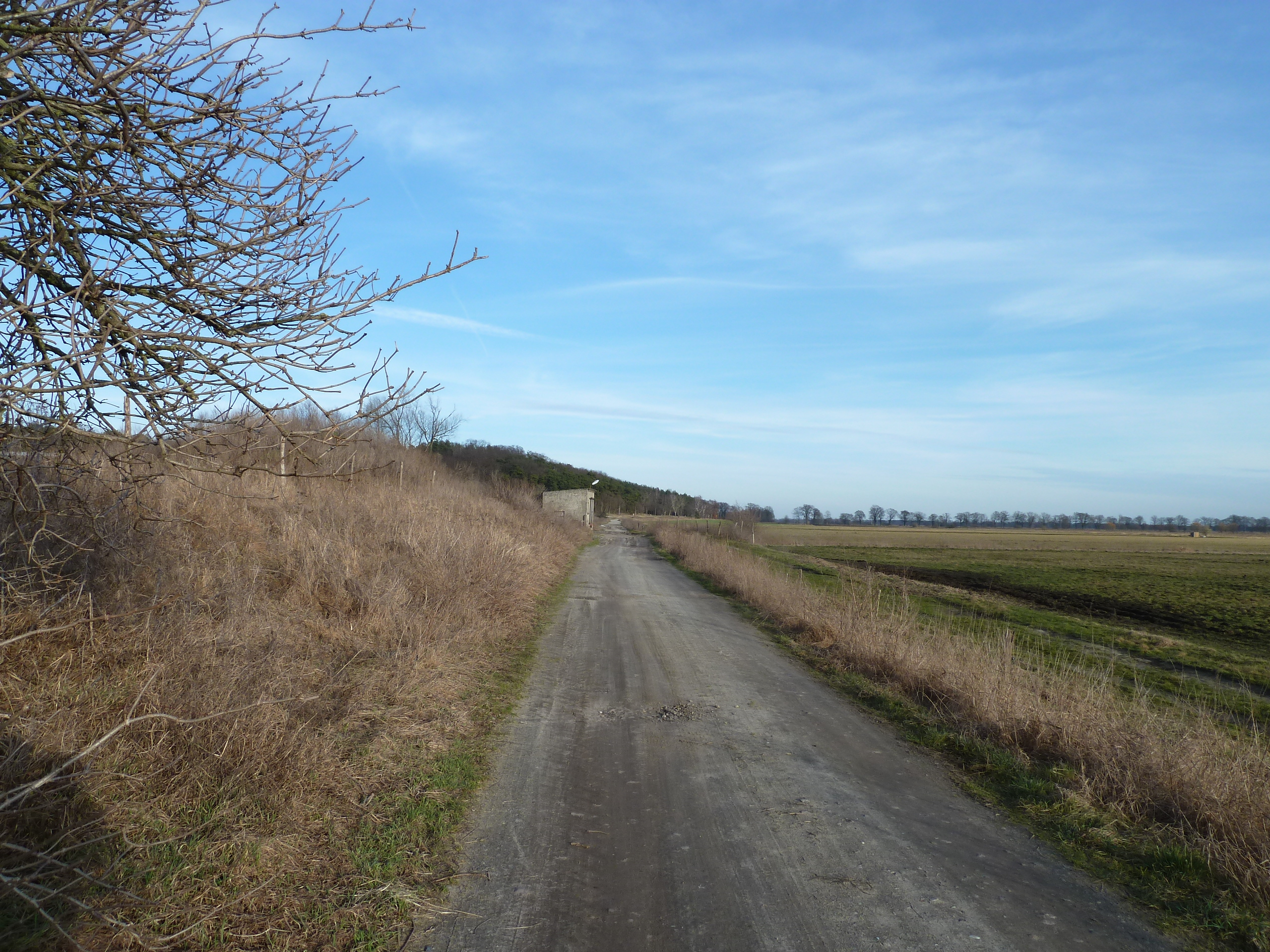
Trasse in Zitz

Die Strecke begann im Bahnhof Rogäsen (in den letzten Betriebsjahren der Strecke Rogäsen (b Magdeburg) genannt), der westlich des Ortes etwa in der Mitte zwischen Rogäsen und Zitz lag. Während die Strecke nach Ziesar von dort weiter nach Süden verlief, hielt sich die Strecke nach Karow in westlicher Richtung, zunächst südlich neben der Chaussee nach Zitz. Der Ort Zitz wurde im Süden umfahren. Von dort verlief die Strecke zunächst weiter westlich am Nordrand des Fiener Bruch, dann in Richtung Nordwesten nach Karow. Der Bahnhof (nach dem Zweiten Weltkrieg Karow (Kr Genthin)) lag am südöstlichen Rand des Dorfes. Hier gab es ein Umsetzgleis, ein Ladegleis mit Speicher und ein 1933 abgerissener Lokschuppen. Die Zwischenstation Zitz besaß ein Ladegleis und zwei Wellblechbuden für die Abfertigung von Personen und Gütern.
Die Trasse ist auf der gesamten Länge im Gelände erkennbar, teilweise verläuft ein Weg auf ihr. Das Bahnhofsgebäude von Karow ist erhalten und dient als Wohnhaus, das von Rögäsen wurde für den Bau von Erweiterungsbauten einer am Bahnhof ansässigen Waffelfabrik abgerissen.